# Hormônios pré-natais e orientação sexual
A teoria hormonal da sexualidade sustenta que, assim como a exposição a certos hormônios desempenha um papel na diferenciação do sexo fetal, essa exposição também influencia a orientação sexual que surge mais tarde na vida adulta. Os hormônios pré-natais podem ser vistos como o principal determinante da orientação sexual do adulto, ou como um cofator com genes, fatores biológicos e condições ambientais e sociais.

## Comportamento tipificado por sexo
A teoria hormonal da sexualidade e identidade de gênero sustenta que, assim como a exposição a certos hormônios desempenha um papel na diferenciação do sexo fetal, tal exposição também influencia a orientação sexual e identidade de gênero que surge mais tarde no adulto. Acredita-se que as diferenças na estrutura do cérebro que surgem de mensageiros químicos e genes interagindo no desenvolvimento de células cerebrais sejam a base das diferenças sexuais em incontáveis comportamentos, incluindo a orientação sexual. Fatores pré-natais que afetam ou interferem na interação desses hormônios no cérebro em desenvolvimento podem influenciar o comportamento posterior em crianças. Essa hipótese é originada de inúmeros estudos experimentais em mamíferos não humanos, mas o argumento de que efeitos semelhantes podem ser vistos no desenvolvimento neurocomportamental humano é um tópico muito debatido entre os estudiosos. Estudos recentes, no entanto, forneceram evidências em apoio à exposição pré-natal a androgênios influenciando o comportamento tipificado pelo sexo na infância.
Os hormônios fetais podem ser vistos como a principal influência sobre a orientação sexual do adulto ou como um cofator que interage com os genes e/ou condições ambientais e sociais.  No entanto, os pesquisadores Garcia-Falgueras e Dick Swaab discordam que as condições sociais influenciam em grande medida a orientação sexual. Como visto em crianças pequenas, bem como em macacos vervet e rhesus, o comportamento sexualmente diferenciado na preferência por brinquedos é diferente em machos e fêmeas, onde as fêmeas preferem bonecas e os machos preferem bolas e carros de brinquedo; essas preferências podem ser vistas a partir dos 3-8 meses em humanos. É impossível descartar completamente o ambiente social ou a compreensão cognitiva da criança sobre o gênero ao discutir as brincadeiras tipificadas por sexo em meninas expostas a andrógenos. Por outro lado, as crianças tendem a usar objetos que foram rotulados de acordo com seu próprio sexo ou brinquedos com os quais viram pessoas de seu sexo brincar anteriormente.

### Aspectos organizacionais
As gônadas fetais se desenvolvem principalmente com base na presença ou ausência de hormônios androgênicos, principalmente testosterona, di-idrotestosterona (DHT) e androstenediona; a produção de testosterona e a conversão em di-idrotestosterona durante as semanas 6 a 12 de gravidez são fatores-chave na produção do pênis, escroto e próstata de um feto masculino. Em uma mulher, por outro lado, a ausência desses níveis de andrógenos resulta no desenvolvimento de órgãos genitais tipicamente femininos. Em seguida, ocorre a diferenciação sexual do cérebro; os hormônios sexuais exercem efeitos organizacionais (permanentes) no cérebro que serão ativados na puberdade. Como resultado desses dois processos ocorrerem separadamente, o grau de masculinização genital não está necessariamente relacionado à masculinização do cérebro. Diferenças sexuais no cérebro foram encontradas em muitas estruturas, principalmente no hipotálamo e na amígdala. No entanto, poucos deles foram relacionados a diferenças sexuais comportamentais, e os cientistas ainda estão trabalhando para estabelecer ligações firmes entre os primeiros hormônios, o desenvolvimento do cérebro e o comportamento. O estudo da teoria organizacional dos hormônios pré-natais pode ser difícil, pois eticamente os pesquisadores não podem alterar os hormônios em um feto em desenvolvimento; em vez disso, os estudiosos devem confiar em anormalidades de desenvolvimento que ocorrem naturalmente para fornecer respostas.
A hiperplasia adrenal congênita (HAC) foi a condição mais extensamente estudada sobre os efeitos organizacionais dos hormônios. HAC é uma doença genética que resulta na exposição a altos níveis de andrógenos começando no início da gestação. Meninas com HAC nascem com genitália masculinizada, o que é corrigido cirurgicamente. O HAC oferece a oportunidade para experimentos naturais, pois as pessoas com HAC podem ser comparadas a pessoas sem ela. Porém, “a HAC não é um experimento perfeito”, uma vez que “respostas sociais à genitália masculinizada ou fatores relacionados à própria doença” podem confundir os resultados. No entanto, vários estudos mostraram que a HAC tem uma influência clara, mas não determinante, na orientação sexual; mulheres com HAC têm menos probabilidade de serem exclusivamente heterossexuais do que outras mulheres.
Como os hormônios por si só não determinam a orientação sexual e a diferenciação do cérebro, a busca por outros fatores que agem sobre a orientação sexual levou genes como o SRY e o ZFY a serem investigados.

### Homossexualidade masculina como hipermasculina
Há evidências de uma correlação entre a orientação sexual e as características que são determinadas no útero.  Um estudo de McFadden em 1998 descobriu que os sistemas auditivos no cérebro, outra característica física influenciada pelos hormônios pré-natais, é diferente naqueles com orientações diferentes; da mesma forma, o núcleo supraquiasmático (suprachiasmatic nucleous ou SCN em inglês) foi descoberto por Swaab e Hofman como sendo maior em homens homossexuais do que em homens heterossexuais. O núcleo supraquiasmático também é conhecido por ser maior nos homens do que nas mulheres. Uma análise do hipotálamo por Swaab e Hofman (1990; 2007) descobriu que o volume do SCN em homens homossexuais era 1,7 vezes maior do que em um grupo de referência de indivíduos do sexo masculino e continha 2,1 vezes mais células. Durante o desenvolvimento, o volume do SCN e as contagens de células atingem o valor máximo em aproximadamente 13 a 16 meses após o nascimento. Nessa idade, o SCN contém o mesmo número de células que foi encontrado em homossexuais masculinos adultos, mas em um grupo de referência de homens heterossexuais os números de células começam a diminuir para o valor adulto de 35% do valor de pico. Esses resultados não foram replicados, no entanto; também ainda não há uma interpretação significativa desses resultados fornecidos no contexto da orientação sexual humana. Alguns estudos altamente contestados sugerem que os homens gays também demonstraram ter níveis mais altos de andrógenos circulantes e pênis maiores, em média, do que os homens heterossexuais.

### Homossexualidade masculina como hipomasculina
Em um estudo de 1991, Simon LeVay demonstrou que um minúsculo aglomerado de neurônios do hipotálamo anterior - que se acredita controlar o comportamento sexual e ser ligado aos hormônios pré-natais - conhecido como núcleos intersticiais do anterior tinha, em média, mais do que o dobro do tamanho em homens heterossexuais quando comparados a homens homossexuais. Devido a essa área também ser quase duas vezes maior em homens heterossexuais do que em mulheres heterossexuais, a implicação é que a diferenciação sexual do hipotálamo em homossexuais é em uma direção feminina. Em 2003, cientistas da Oregon State University anunciaram que haviam replicado a descoberta em ovelhas.

### Homossexualidade feminina
A maioria das pesquisas empíricas ou teóricas sobre a orientação sexual das mulheres tem sido guiada pela ideia de lésbicas como essencialmente masculinas e mulheres heterossexuais como essencialmente femininas. Normalmente, essa crença remonta à "teoria da inversão" dos pesquisadores do sexo, que afirmam que a homossexualidade é o resultado de anormalidades biológicas que "invertem" a atração sexual e a personalidade. Como mais homens do que mulheres apresentam preferência pela mão esquerda, a maior proporção de não destros que foi descoberta entre lésbicas em comparação com mulheres heterossexuais demonstra uma possível ligação de masculinização pré-natal e orientação sexual. Apoiando isso, há relatos de que lésbicas exibem proporções de dígitos 2D e 4D mais masculinizadas do que mulheres heterossexuais, com base em dados coletados de pelo menos seis laboratórios diferentes. Este efeito ainda não foi observado entre homens homossexuais e heterossexuais. No entanto, a validade dessa medida de proporção de dígitos permanece controversa como um preditor de androgênio pré-natal, pois muitos outros fatores pré-natais podem desempenhar papéis no crescimento ósseo nos estágios de desenvolvimento pré-natal. Embora muitos estudos tenham encontrado resultados que confirmam essa hipótese, outros não conseguiram replicar esses achados, deixando a validade dessa medida não confirmada.
O dietilestilbestrol (DES), medicamento prescrito no passado para prevenir abortos espontâneos, também foi estudado em relação à orientação sexual feminina. Foi observado que ele exerce um efeito masculinizante ou desfeminizante no cérebro fetal. Quando comparados aos controles, porcentagens mais altas de mulheres expostas ao DES (17% vs 0%) relataram que haviam se envolvido em relações do mesmo sexo; no entanto, a grande maioria das mulheres DES declarou uma orientação exclusivamente heterossexual.

### Disforia de gênero
Em indivíduos com disforia de gênero, anteriormente conhecido como transtorno de identidade de gênero, a exposição pré-natal à testosterona foi considerada como tendo um efeito na diferenciação da identidade de gênero. A razão entre os dedos 2D:4D, ou comprimentos relativos do 2º dedo (indicador) e 4º dedo (anelar), tornou-se uma medida popular de andrógeno pré-natal por causa da evidência acumulada sugerindo que a razão 2D:4D está relacionada à exposição pré-natal à testosterona. Muitas crianças com disforia de gênero apresentam uma orientação homossexual durante a adolescência. Adultos com "início precoce", ou uma história infantil de comportamento do gênero oposto, geralmente têm uma orientação homossexual. Adultos com "início tardio", ou aqueles sem história infantil desse comportamento, têm maior probabilidade de ter uma orientação não homossexual.

#### Transexualidade
Como a diferenciação de órgãos e a diferenciação do cérebro ocorrem em momentos diferentes, em casos raros pode ocorrer a transexualidade. :24Apenas 23% dos problemas de gênero na infância resultarão em transexualidade na idade adulta.
Os fatores implicados no desenvolvimento da transexualidade incluem anormalidades cromossômicas, polimorfismos de certos genes e variações na aromatase (citocromo P450 CYP19) e CYP17.  Meninas com hiperplasia adrenal congênita apresentam um aumento na probabilidade de transexualidade mais tarde na vida; no entanto, essa probabilidade ainda é de apenas 1–3%. Embora a diferenciação sexual historicamente anormal tenha apontado os andrógenos como um fator causal, existem co-determinantes da identidade de gênero e orientação sexual. Esses fatores ainda são desconhecidos e, portanto, não existe uma resposta clara para a causa da transexualidade e da homossexualidade.